# Каргалов, Вадим Викторович
Вади́м Ви́кторович Карга́лов (29 апреля 1932 года , Рыбинск, Ивановская Промышленная область — 26 октября 2009 года, Москва) — советский и российский военный историк, писатель. Доктор исторических наук, профессор.

## Биография
Окончил МГПИ имени В. П. Потёмкина и аспирантуру МГУ имени М. В. Ломоносова.
В МОПИ имени Н. К. Крупской защитил диссертацию на соискание учёной степени кандидата исторических наук по теме «Татаро-монгольское нашествие на Русь. XIII век».
В 1976 году в ЛГПИ имени А. И. Герцена защитил диссертацию на соискание учёной степени доктора исторических наук по теме «Оборона крымской границы Русского государства в первой половине XVI столетия».
С 1978 года — профессор кафедры истории Московского государственного университета культуры.
Член Союзов писателей СССР (1982) и России. Действительный член РАЕН (с 18 мая 1992) и Международной славянской академии. В 2000-е годы — председатель Совета по историко-художественной литературе Московской писательской организации, председатель правления Русского исторического общества.
Похоронен на Головинском кладбище.

## Научные труды

### Монографии
- Покров. — М.: Изд-во полит. лит-ры, 1965. — 54 с. — (Беседы с верующими).
  - Покров. — 2-е изд. — М.: Политиздат, 1974. — 56 с. — (Беседы с верующими).
- Монголо-татарское нашествие на Русь. — М.: Просвещение, 1966. — 136 с. — 65 000 экз.
- Древняя Русь в советской художественной литературе. — М.: Высшая школа, 1968. — 183 с.
- Московская Русь в советской художественной литературе. — М.: Высшая школа, 1971. — 184 с. — 22 000 экз.
- Народ-богатырь. — М.: Воениздат, 1971—200 с.
- Свержение монголо-татарского ига. — М.: Просвещение, 1973. — 144 с. — 70 000 экз. (Переиздание — 2011)
- На степной границе: Оборона «крымской украины» Русского государства в первой половине XVI столетия. — М.: Наука, 1974. — 184 с. — (Научно-популярная серия). — 85 000 экз.
- Конец ордынского ига / Отв. ред. д-р ист. наук В. И. Буганов. — М.: Наука, 1980. — 152 с. — (Страницы истории нашей Родины). — 200 000 экз. (2-е издание — 1984)
- Куликово поле: К 600-летию Куликовской битвы (1380-1980) / В. В. Каргалов; Сост.: Ю. Ф. Прудников; Худ.: А. К. Ершов. — М.: Советская Россия, 1980. — 48 с.
- Куликовская битва. — М.: Воениздат, 1980. — 128 с. — (Героическое прошлое нашей Родины). — 100 000 экз.
- Каргалов В. В., Шамаро А. А. Под московским стягом: (к 600-летию Куликовской битвы). — М.: Московский рабочий, 1980. — 112 с. — 50 000 экз.
- Каргалов В. В., Сахаров А. Н. Полководцы Древней Руси. — М.: Молодая гвардия, 1986. — 576 с. — (Жизнь замечательных людей). — 100 000 экз.
- Полководцы: X—XVI вв. — М.: Издательство ДОСААФ СССР, 1989. — 336 с. — (Русские полководцы). — 100 000 экз. — ISBN 5-7030-0068-8.
- Полководцы: XVII в. — М.: Патриот, 1990. — 496 с. — (Русские полководцы). — 100 000 экз. — ISBN 5-7030-0250-8.
- На границах стоять крепко!: Великая Русь и Дикое поле. Противостояние XIII-XVIII вв. / Послесл. А. Р. Андреева. — М.: Русская панорама, 1998. — С. 424—443 (Библиогр. в примеч.). — 448 с. — (Страницы российской истории). — ISBN 5-93165-003-2.
- Московские воеводы XVI—XVII вв. — М.: Русское слово—РС, 2002. — 336, [16] с. — 5000 экз. — ISBN 5-94853-007-8.
- Русь и кочевники. — М.: Вече, 2004. — (Тайны Земли Русской). — ISBN 5-9533-0366-1.
- Русские воеводы: XVI—XVII вв. — М.: Вече, 2005. — 384 с. — (Военные тайны России). — 5000 экз. — ISBN 5-9533-0813-2.

### Учебники
- Внешнеполитические факторы развития феодальной Руси: Феодальная Русь и кочевники: учебное пособие для студентов исторических факультетов. — М.: Высшая школа, 1967. — 264 с. — 9000 экз.
- Каргалов В. В., Савельев Ю. С., Фёдоров В. А. История России с древнейших времён до 1917 года. — М.: Русское слово, 1998. — 398 с.

### Статьи
- Каргалов В. В. Освободительная борьба Руси против монголо-татарского ига // Вопросы истории. — 1969. — № 2—4.
- Каргалов В. В. Оборона южной границы Русского государства в первой половине XVI в. // История СССР. — 1973. — № 6. — С. 140—148.
- Каргалов В. В. Засечные черты и их роль в обороне Русского государства в XVI-XVII вв. // Военно-исторический журнал. — 1986. — № 12. — С. 61—67.

## Романы, повести
- Вторая ошибка Мамая. Историческая повесть
- «Колумб Востока». Историческая повесть
- Меч Довмонта. Историческая повесть
- Каргалов В. В. Русский щит: Ист. повесть. — М.: Детская литература, 1972. — 160 с. — 75 000 экз. (в пер.)
- Каргалов В. В. У истоков России: Даниил Московский. — М.: Современник, 1979. — 288 с. — (Новинки «Современника»). — 30 000 экз. (обл.)
- Каргалов В. В. Русский щит: Роман-хроника. — М.: Современник, 1985. — 576 с. — 100 000 экз. (в пер.)
- Святослав. Ист. роман
- Каргалов В. В. Святослав : Роман; Даниил Московский : Повесть / [для среднего и старшего школьного возраста]. — Красноярск: Кн. изд-во, 1989. — 464 с. — 50 000 экз. — ISBN 5-7479-0118-4. (в пер.)
- Чёрные стрелы вятича. Ист. повесть
- Каргалов В. В. За столетие до Ермака: Историческая повесть / Художник Н. А. Абакумов. — М.: Воениздат, 1987. — 204 с. — (Библиотечная серия). — 200 000 экз.
- Каргалов В. В. Исторические повести: Сборник. (Для старшего школьного возраста) / Художник И. П. Спасский. — М.: Детская литература, 1989. (Содержание: Вторая ошибка Мамая; «Колумб Востока»; Меч Довмонта; Чёрные стрелы вятича)

Исторические романы и повести были неоднократно переизданы.